# Ahmed Awad Ibn Auf
Ahmed Awad Ibn Auf (Arabisch: أحمد عوض بن عوف) (ca. 1956) is een Soedanese generaal en politicus.
In augustus 2015 werd hij minister van Defensie van Soedan, onder het bewind van president Omar al-Bashir. In 2019 werd hij tevens vicepresident. Als leider van de Soedanese staatsgreep van 11 april 2019 werd Auf de facto het staatshoofd van Soedan. De volgende dag trad hij alweer af, omdat de bevolking hem zag als een hoofdfiguur van de oude regering en hij weigerde om al-Bashir uit te leveren aan het Internationaal Strafhof. Hij wees Abdel Fattah al-Burhan aan als zijn opvolger.
Auf was eveneens betrokken bij het Conflict in Darfur.